# SN 2002gj
SN 2002gj – supernowa typu I odkryta 7 maja 2002 roku w galaktyce A153625+0928. W momencie odkrycia miała maksymalną jasność 22,90m.